# Парламентские выборы в Лаосе (2011)
Парламентские выборы 2011 года состоялись в Лаосе 30 апреля. В связи с ростом численности населения страны число мест в парламенте было увеличено на 17 — до 132 в общей сложности.
Национальная избирательная комиссия допустила к участию в выборах 190 кандидатов, из них 47 — женщин; среди вновь избранных членов парламента 99 мужчин и 33 женщины. Из 132 депутатов парламента 127 являются членами Народно-революционной партии Лаоса и 5 — независимые. Один из независимых депутатов, предприниматель Сисалайо Свенгсукса, был избран во Вьентьяне.
Поскольку голосование на выборах в Лаосе является обязательным, явка была высокой — из 3,24 млн избирателей приняли участие в голосовании 3,23 млн.

## Результаты выборов
| Партия                                                          | Число поданных голосов | %   | Число мест в Национальной ассамблее | +/-  |
| --------------------------------------------------------------- | ---------------------- | --- | ----------------------------------- | ---- |
| Народно-революционная партия Лаоса                              |                        | 97  | 128                                 | +15▲ |
| Независимые                                                     |                        | 3   | 4                                   | +2▲  |
| Недействительных бюллетеней                                     |                        |     | -                                   |      |
| Всего                                                           | ≈3 230 000             | 100 | 132                                 | +17▲ |
| Источник: IPU Архивная копия от 1 июля 2016 на Wayback Machine. |                        |     |                                     |      |